# Festa alternativa
Una festa alternativa és un model de festa urbana amb festes i activitats parafestives al carrer que incorporen una forta càrrega ideològica i reivindicativa i que contenen elements i estructura semblant a les festes tradicionals sense que se’n pugui atribuir una adscripció territorial concreta més enllà del poble, la ciutat o del barri on se celebren.
Van sorgir als Països Catalans a finals dels anys setanta i principis de la dècada dels vuitanta del segle xx, van reprendre volada als anys noranta i van arribar amb força renovada al segle xxi.

## Context
Un dels primers referents és el protagonitzat des del 1976 per ateneus llibertaris com el del número 52 del carrer del Perill del barri de Gràcia de Barcelona creat per gent provinent de la vocalia d'afers socials de l'Associació de veïns Vila de Gràcia entre els quals destaca en Joan Oliva, el més veterà llibertari. Al carrer del Perill se celebren festes alternatives durant la Festa Major de Gràcia fins al 2002. L'”Ateneu Llibertari a Gràcia” integra grups de teatre de carrer com "el Drac" que participa activament en les accions festives i reivindicatives de carrer com la lluita per la recuperació de l'antiga fàbrica "la Sedeta" per a equipaments culturals i educatius per al barri del Camp d'En Grassot.
El Carnaval i sobretot el seu Enterrament de la Sardina són moments festius ben intensos en què l'Ateneu del carrer del Perill fa pinya amb les entitats més progressistes del barri en l'organització d'unes festes fins ara prohibides. La dècada dels setanta és el temps en què l'espai urbà torna a ser escenari de l'ocupació pacífica i festiva de la via pública com un exercici lúdic de transgressió i reapropiació del carrer com a lloc on expressar conflictes i utopies, un espai vigilat durant la dictadura feixista i sotmès a cauteles de prohibició d'ús o autorització per part dels governs civils i els ajuntaments. És aquest espai urbà el que permet els moviments socials mostrar les seves propostes de canvi: reivindicacions i projectes en què els anarquistes, els independentistes, els insubmisos, els comunistes, els ecologistes o els antimilitaristes anti OTAN socialitzen la informació ideològica i fan les seves denúncies socials i polítiques.

## Història
En la història trobem episodis en que grups de contestació organitzen festivals alternatius com el Primer Certamen Socialista de Reus l'any 1885 que vol ser l'alternativa als Jocs Florals patrocinats pel Marquès de Comillas i que guanya Pere Carratalà amb la cançó "Hijos del pueblo" que després esdevindria himne, un dels molts himnes que es van presentar a la secció de música revolucionària d'aquell Certamen, organitzat pel Centre d'Amics de Reus, membre de la Primera Internacional.
Altres moments més recents en que una acció festiva representa una alternativa el trobem en les Jornades Llibertàries del Park Güell de Barcelona el 1977 o els festivals Sis hores de cançó de Canet i el Canet Rock celebrats també a mitjans dels setanta. En aquests marcs alternatius es van presentar experiències alternatives de nivell en la creació artística com Bread and Puppets o Living Theatre.
Durant la transició política immediata al franquisme la manca d'espais tancats per a celebrar-hi actes públics obliga els moviments veïnals, socials i polítics a manllevar o a llogar els locals a les entitats clericals i mercantils que sobreviuen a la repressió del règim nacional-catolicista militar. La confiscació dels locals socials dels sindicats, de les organitzacions o grups d'afinitat anarquistes i de les organitzacions polítiques catalanistes i d'esquerra durant el franquisme havia deixat exhausta o morta tota organització sospitiosa de ser "desafecta al régimen". L'acció de supervisió sociopolítica duta a terme pel consistori franquista amb les festes barcelonines fa que s'exerceixi el control falangista en les comissions de les festes majors dels barris, les quals experimenten un important creixement en la dècada dels anys cinquanta com a moments de liberalitat de difícil control al carrer, creixement que té una inflexió als anys seixanta paral·lelament al desenvolupament econòmic i a l'extensió de l'ús del vehicle privat.
A principis dels anys setanta les festes tradicionals estan en un moment de recessió. La transició pactada de la dictadura a la democràcia comporta la cohexistència de models festius i de sensibilitats diferents. Les primeres festes alternatives són sotmeses a un estricte control secret i uniformat de la policia nacional i de la guàrdia civil: Festival de Canet, Canet Rock, Jornades Llibertàries... El nou cop d'estat militar del 23 de febrer de 1981 comporta una nova regressió democràtica que afecta notablement l'activitat política i conseqüentment les festes.
Durant els anys noranta l'extensió de l'ús de la xarxa Internet i del telèfon mòbil entre els més joves ha facilitat la convocatòria de les festes alternatives amb proclames com aquesta apareguda a la web Indymedia anunciant les IX Festes alternatives del Prat de Llobregat el setembre del 2004:
Per unes festes majors autogestionades i alternatives. Si no t'agraden les seves festes només has de fer les teves.

## La programació
La programació d'activitats d'una festa alternativa és molt diversa i sol incloure concerts adreçats explícitament a un públic jove.
L'anomenat Rock per la Independència "RxI" va ser el moviment musical que aplega més d'una trentena de grups musicals de tendència diversa amb discurs reivindicatiu i un centenar llarg de locals repartits per tot el territori dels Països Catalans, és el que es coneixia com la "Xarxa del Rotllo": casals independentistes, ateneus populars, bars musicals, casals Jaume I, casals Tio Canya, Vía Fora! i molts altres locals organitzaven concerts i festes alternatives sota el lema "Festa, sí; lluita, també". La figura del cantautor Ovidi Montllor va esdevenir un dels referents simbòlics del moviment, com també figures literàries com Ausiàs March, Vicent Andrés Estellés, Pere Quart o, sobretot, Miquel Martí i Pol.
Grups com Brams, Inadaptats, Obrint Pas, Desperdicis Clínics, Atzukak, Mesclat, Ràbia Positiva o Red Banner són només una mostra d'un ample ventall musical que semblava haver tingut com a referent immediat els grups bascos dels noranta com Negu Gorriak o La Polla Records.
Una festa alternativa també sol incloure activitats infantils, tallers de creació artística, jocs, contes, malabars, circ, màgia, cinema i vídeo a la fresca, teatre de carrer, concursos gastronòmics, dinar popular, fira d'aliments biològics, xerrades i debats, barraques i parades d'organitzacions no governamentals, col·lectius i plataformes reivindicatives o de solidaritat amb territoris en conflicte, amb els presos, comitès de solidaritat amb els immigrats, reivindicacions del moviment okupa, paradetes de menjars exòtics i d'artesania, exposicions a l'aire lliure sobre temes de denúncia política, ecologista o veïnal, entre moltes altres.

## La festa avui
El darrer moviment dels "Indignats" ha reactivat i alhora ha renovat el concepte de festa alternativa: debats, concerts, manifestos, accions reivindicatives...
El públic que convoca la programació d'activitats d'una festa alternativa sol ser majoritàriament jove. Alguns concerts convoquen molt de públic que l'espai festiu digereix amb dificultat.
Amb tot, aquest model festiu continua "topant" amb el model tradicional, més conservador, que conviu amb més comoditat amb el gust del veïnat proper a l'espai escenari de la festa: el carrer.